# Heide Göttner-Abendroth
Heide Göttner-Abendroth (* 8. Februar 1941 in Langewiesen) ist eine deutsche Autorin zum Thema Matriarchat.

## Leben und Werk
Sie promovierte 1973 an der Universität München in Philosophie und Wissenschaftstheorie über die Logik der Interpretation. Sie lehrte zehn Jahre an der Universität München Philosophie und Wissenschaftstheorie, ab 1976 war sie Mitbegründerin der Frauenforschung.
Nach ihren ersten Büchern Die Göttin und ihr Heros und Die tanzende Göttin sowie dem Hauptwerk Das Matriarchat bezeichnet sie sich selbst als Begründerin der „modernen Matriarchatsforschung“.
1986 gründete Göttner-Abendroth eine private Bildungsstätte HAGIA – Internationale Akademie für Moderne Matriarchatsforschung und Matriarchale Spiritualität ohne staatliche Anerkennung.
Nach eigenen Angaben organisierte und leitete sie 2003 den ersten „Weltkongress für Matriarchatsforschung“ in Luxemburg, im Herbst 2005 den zweiten in San Marcos (Texas) und im Mai 2011 den dritten „Kongress für Matriarchatsforschung und Matriarchatspolitik“ in St. Gallen (Schweiz).

## Rezeption
Sowohl die Wissenschaftlichkeit der Arbeit von Göttner-Abendroth als auch die Strukturen innerhalb von HAGIA werden in Frage gestellt. Die Vorstellungen Göttner-Abendroths würden auf Ansichten zu frühgeschichtlichen Zuständen beruhen, die in der Wissenschaft längst überholt seien. Die von ihr gemachten Aussagen über das Matriarchat seien zudem nicht falsifizierbar und damit wissenschaftlichen Zugriffen entzogen. Sie seien, so der Schweizer Religionswissenschaftler Christoph Uehlinger 2011, „in gewisser Weise vergleichbar mit Positionen der Anthropo- und der Theosophie und anderer neureligiöser Bewegungen, die Neo-Mythologie mit wissenschaftlichem Anspruch verbinden“.

## Schriften
Monografien
- Logik der Interpretation. Analyse einer literaturwissenschaftlichen Methode unter kritischer Betrachtung der Hermeneutik. Fink, München 1973, OCLC 735501.
- mit Joachim Jacobs: Der logische Bau von Literaturtheorien. Fink, München 1978, ISBN 3-7705-1339-8.
- Die Göttin und ihr Heros. Die matriarchalen Religionen in Mythen, Märchen, Dichtung. Frauenoffensive, München 1980; erw. Neuausgabe: Kohlhammer, Stuttgart 2011, ISBN 978-3-17-021732-4.
- Die tanzende Göttin. Prinzipien einer matriarchalen Ästhetik. Frauenoffensive, München 1982; 6., vollst. überarb. A. ebd. 2001, ISBN 3-88104-344-6.
- Das Matriarchat I. Geschichte seiner Erforschung. Kohlhammer, Stuttgart 1988; 4. A. ebd. 2010, ISBN 978-3-17-021522-1.
- Für die Musen. Neun Essays. Zweitausendeins, Frankfurt am Main 1988, OCLC 24823975.
- Matriarchat in Südchina. Eine Forschungsreise zu den Mosuo. Kohlhammer, Stuttgart 1998, ISBN 3-17-014006-X.
- Für Brigida, Göttin der Inspiration. Neun patriarchatskritische Essays und Thesen zum Matriarchat. Zweitausendeins, Frankfurt am Main 1998, ISBN 3-86150-263-1.
- Inanna, Gilgamesch, Isis, Rhea. Die großen Göttinnenmythen Sumers, Ägyptens und Griechenlands. Helmer, Königstein im Taunus 2004, ISBN 3-89741-158-X.
- Fee Morgane – der Heilige Gral. Die großen Göttinnenmythen des keltischen Raumes. Helmer, Königstein im Taunus 2005, ISBN 3-89741-166-0.
- Frau Holle – das Feenvolk der Dolomiten. Die großen Göttinnenmythen Mitteleuropas und der Alpen. Helmer, Königstein im Taunus 2005, ISBN 3-89741-167-9.
- Der Weg zu einer egalitären Gesellschaft. Prinzipien und Praxis der Matriarchatspolitik. Drachen, Klein Jasedow 2008, ISBN 978-3-927369-33-7.
- Matriarchale Landschaftsmythologie. Stuttgart 2014. Kohlhammer. ISBN 978-3-17-022336-3.

- Das Matriarchat II/1. Stammesgesellschaften in Ostasien, Indonesien, Ozeanien. Kohlhammer, Stuttgart 1991; 2., erg. A. ebd. 1999, ISBN 3-17-014995-4.
- Das Matriarchat II/2. Stammesgesellschaften in Amerika, Indien, Afrika. Kohlhammer, Stuttgart 2000, ISBN 3-17-010568-X.
- Geschichte matriarchaler Gesellschaften und Entstehung des Patriarchats: Band III: Westasien und Europa (Das Matriarchat). Kohlhammer, Stuttgart 2019, ISBN 978-3-17-029630-5.
- Symbolik von Erde und Kosmos. Matriarchale Mysterienfeste, Tarotkarten, Astrologie. Christel Göttert Verlag, Rüsselsheim 2023, ISBN 978-3-939623-84-7

Herausgeberin und Aufsätze
- mit Rüdiger Lutz: Frauen-Zukünfte: Ganzheitliche feministische Ansätze, Erfahrungen und Lebenskonzepte. Beltz, Weinheim 1984, ISBN 3-407-85045-X.
- mit Kurt Derungs: Matriarchate als herrschaftsfreie Gesellschaften. Edition Amalia, Bern 1997, ISBN 3-905581-01-9.
- mit Kurt Derungs: Mythologische Landschaft Deutschland. Edition Amalia, Bern 1999, ISBN 3-905581-04-3.
- mit C. v. Werlhof, C. Meier-Seethaler, Christa Mulack u. a.: Die Diskriminierung der Matriarchatsforschung: Eine moderne Hexenjagd. Edition Amalia, Bern 2003, ISBN 978-3-905581-21-8.
- Gesellschaft in Balance: Gender, Gleichheit, Konsens, Kultur in matrilinearen, matrifokalen, matriarchalen Gesellschaften. Dokumentation des 1. Weltkongresses für Matriarchatsforschung 2003 in Luxemburg. Kohlhammer, Stuttgart 2006, ISBN 3-17-018603-5.
- mit Marit Rullmann, Annegret Stopczyk: Was Philosophinnen über die Göttin denken. Göttert, Rüsselsheim 2007, ISBN 978-3-939623-00-7.
- Societies of Peace: Matriarchies Past Present and Future. Inanna, Toronto 2009, ISBN 978-0-9782233-5-9 (englisch).

Lyrik
- Landschaften aus der Gegenwelt. Gedichte 1976–1982. Edition Hagia, Winzer 1982, ISBN 3-9802898-1-8.
- Magier-Frau. Gedichte 1977–1989. Edition Hagia, Winzer 1992, ISBN 3-9802898-2-6.